# La Digue
La Digue és la quarta illa habitada més gran de les Seychelles. Forma un dels 25 districtes del país juntament amb algunes petites illes. El districte s'anomena «La Digue and Inner Islands» i té una superfície total de 41,7 km² amb una població de 2.214 habitants el 2009. Està situada a l'est de Praslin i a l'oest de l'illa Felicité. L'extensió de l'illa és de 9,81 km². Segons el cens governamental fet l'any 2002 a La Digue i viuen aproximadament 2.000 habitants.
Les magnífiques platges de La Digue fan del turisme la principal activitat econòmica. Antany la producció de copra i vainilla n'era un dels motors econòmics de gran part de les illes Seychelles.